# HK Большой Медведицы
HK Большой Медведицы (лат. HK Ursae Majoris), HD 96125 — одиночная переменная звезда в созвездии Большой Медведицы на расстоянии приблизительно 1966 световых лет (около 603 парсеков) от Солнца. Видимая звёздная величина звезды — от +7,72m до +7,62m.

## Характеристики
HK Большой Медведицы — красная пульсирующая медленная неправильная переменная звезда (LB:) спектрального класса Ma.